# Mathieu Debuchy
Mathieu Debuchy (født 28. juni 1985 i Fretin, Frankrig er en fransk fodboldspiller. (højre back). Han spiller i Ligue 1 hos Saint-Étienne. Han har tidligere spillet for Newcastle United, Arsenal, Bordeaux og Lille.

## Landshold
Debuchy står (pr. marts 2018) noteret for 27 kampe og to scoringer for det franske landshold. Han var en del af den franske trup til EM i 2012 og VM i 2014.

## Titler
Ligue 1
- 2011 med Lille

Coupe de France
- 2011 med Lille

Community Shield
- 2014 med Arsenal F.C.